# Paul Cotton
 Paul Cotton (* 1939 in Fitchburg, Massachusetts, USA) ist ein US-amerikanischer provokativer Konzept- und Performance-Künstler.

## Leben
Paul Cotton machte auf sich aufmerksam, als er mit einer Performance ungebetenen Auftritt bei der Kunst und Technologie Show im Los Angeles County Museum of Art Ende der 1960er Jahre hatte.
Paul Cotton ist am bekanntesten für seine Verkleidung mit einem rosa Bunny-Kostüm, das seine Genitalien nicht verbirgt und andere Akte der Provokation öffentlicher Nacktheit in seinen Auftritten und Performances. Seine Kunst ist von religiösen Offenbarungen und mythischen Interpretationen geprägt.
Er war Teilnehmer der Documenta 5 in Kassel im Jahr 1972 in der Abteilung Individuelle Mythologien: Selbstdarstellung - Performances - Activities - Changes. In der ersten documenta-Woche (30. Juni bis 7. Juli 1972) führte er, zusammen mit Eugenia Butler als: Trans-Parent Teacher's Ink. die Performance „Prince of Peace“ auf.